# Luc Drappier
Luc Drappier (Gent, 5 november 1943) is een Belgisch aquarellist, kunstschilder, graficus, assemblagekunstenaar en dichter.

## Biografie
Omwille van de oorlog met zijn bombardementen verhuisden zijn ouders in 1944 van Gent naar de streek van Aalst, waar hij zijn eerste schooljaren en zijn kindertijd doorbracht. Hij geraakt heel sterk onder de indruk van de omgeving van Moorsel waar hij het licht en de kleuren van de seizoenen ontdekte. Toen zijn vader na elf jaar terug werk vond in Gent, verhuisde het gezin terug naar zijn geboortestad.
Hij huwde in 1967 en met zijn echtgenote Gilberte naam hij de drukkerij van zijn schoonouders over. Hij runde de zaak maar bleef verder dichten, tekenen en schilderen.

## Opleiding
Luc Drappier  begon aan een opleiding Latijn-wiskunde, maar brak die vervroegd af om graficus te worden. Hij volgde een opleiding grafische kunsten aan de Stedelijke Technische Scholen te Gent en later tekenen aan de Academie voor Schone Kunsten te Gent bij onder meer Herman Verbaere. Enkele jaren later volgde hij aan de academie de cursussen sierkunsten, schilderen en zeefdruk.

## Werken
Wanneer Luc Drappier na drie jaar Oude Humaniora het college verlaat ontdekt hij al heel snel het aquarel. Het spel met water en kleur met zijn vele onverwachte toevalligheden geeft hem de mogelijkheid een geheel eigen kijk op kunst te ontwikkelen. Zijn werk bestaat voornamelijk uit fictieve beelden, landschappen en stadslandschappen. Zijn werken ademen kleur en poëzie. Hij houdt aan de ene kant van de uitbundige kleuren uit het Zuiden van Frankrijk (Aisne, Luberon en Drôme) en aan de andere kant van het grijze Noorden, zijn Vlaanderen.
Luc Drappier assembleert ook abstracte beelden in staal. Om den brode zal hij gedurende 25 jaar zaakvoerder worden van een drukkerij. Hij verdeelt zijn aandacht tussen de zaak en zijn kunst en was gedurende vijftien jaar docent en een van de drijvende krachten achter het “Latems Creatief”, de Teken- en Schilderschool te Sint-Martens-Latem.  Hij organiseerde stages in zijn atelier te Oosterzele en gedurende 21 jaar was hij een gewaardeerd stageleider in Hirson (Aisne-Frankrijk). In Foissac (Gard-Frankrijk) liet hij zijn stagiairs jarenlang het zuiderse licht ontdekken.
Sinds 2005 wijdt hij zich volledig aan zijn ‘fictief project’ Luxity. Hij creëert zijn eigen, utopische, stad op het water, die zich oneindig weerspiegelt en een mysterieuze sfeer van licht en schaduw werpt op de architectuur. Deze ‘skylines’ lijken een eindeloze bron van inspiratie te zijn.